# Campionato italiano maschile di pallanuoto 1926
Il campionato italiano 1926 è stata la 10ª edizione della massima serie, ed allora unica, del campionato italiano maschile di pallanuoto. Le squadre partecipanti affrontarono inizialmente una fase a gironi, per poi disputare la finale a Milano.

## Semifinale
|              | Risultato |           |
| ------------ | --------- | --------- |
| 138ª Legione | 1-0       | Triestina |

## Finale
|              | Risultato |              |
| ------------ | --------- | ------------ |
| Andrea Doria | 1-0       | 138ª Legione |

## Classifica finale
1. Andrea Doria
2. 138ª Legione
3. Triestina

## Verdetti
- Andrea Doria Campione d'Italia 1926